# Kasachische Schwelle

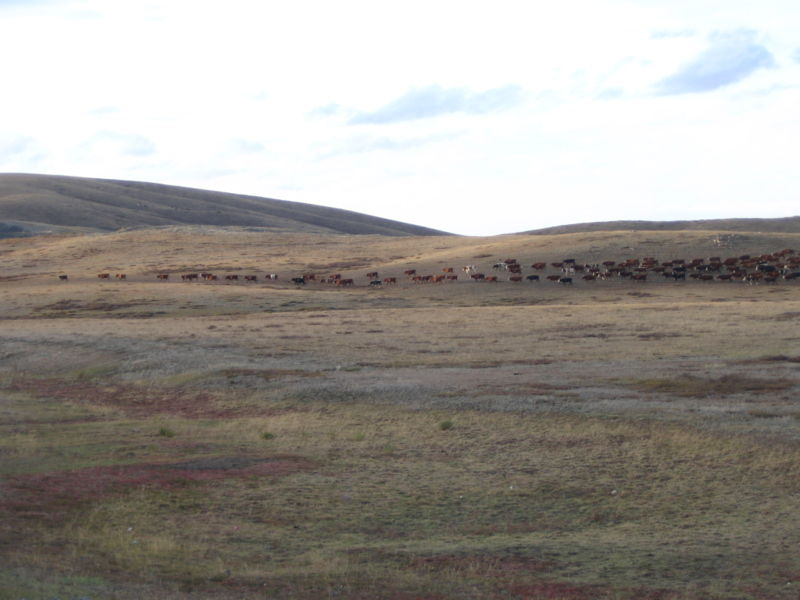
Steppen der Kasachischen Schwelle

Die Kasachische Schwelle (kasachisch Қазақтың ұсақ шоқысы, auch Сарыарқа Saryarka) ist ein bis zu 1565 m hoch aufragender, hügeliger Höhenzug in der Osthälfte Kasachstans (Zentralasien).
Die teils mittelgebirgsartig aufragende Schwelle erstreckt sich in Ost-West-Richtung zwischen der Stadt Semei am Irtysch und dem gelegentlich der Kasachischen Schwelle zugeordneten Ulutau-Gebirge bei Schesqasghan.
In ihrem zentralen Teil erhebt sich südöstlich von Qaraghandy (Karaganda) das Bergmassiv Karkaraly mit dem höchsten Berg Aksoran. Der Norden der Kasachischen Schwelle, die zahlreiche Bodenschätze aufweist, ist steppenhaft gegliedert, der Süden halbwüstenhaft.
Die Kasachische Schwelle ist umgeben von der Kulundasteppe im Nordosten, dem Balchaschsee im Südosten, der Hungersteppe (Betpak-Dala) im Süden, dem Ulutau im Westen und der Ebene am Tengizsee im Nordwesten.
Seit dem 7. Juli 2008 ist mit Saryarka ein Gebiet der Kasachischen Schwelle zum Weltnaturerbe der UNESCO erklärt worden.
Koordinaten: 48° 26′ N, 75° 29′ O